# Oncodesmus laciniatus
Oncodesmus laciniatus är en mångfotingart som beskrevs av Filippo Silvestri 1898. Oncodesmus laciniatus ingår i släktet Oncodesmus och familjen Cyrtodesmidae. Inga underarter finns listade i Catalogue of Life.